# Allemagne de l'Ouest aux Jeux olympiques d'hiver de 1968
L'équipe d'Allemagne de l'Ouest a participé aux Jeux olympiques d'hiver de 1968 à Grenoble. Les athlètes ouest-allemands avaient participé avec les athlètes est-allemands dans l'Équipe unifiée d'Allemagne aux trois précédentes éditions des Jeux olympiques d'hiver. Les deux nations ont envoyé des équipes indépendantes à partir de 1968.
Les athlètes ouest-allemands ont remporté sept médailles et se sont classés huitième au classement des nations par médailles.

## Liste des médaillés ouest-allemands

### Médailles d'or
| Sport               | Discipline     | Sportifs      | Performance |
| Médailles d'or : 2  |                |               |             |
| Combiné nordique    | Individuel (H) | Franz Keller  | 449,04 pts  |
| Patinage de vitesse | 500 m (H)      | Erhard Keller | 40 s 3      |

### Médailles d'argent
| Sport                  | Discipline     | Sportifs               | Performance   |
| Médailles d'argent : 2 |                |                        |               |
| Bobsleigh              | Bob à deux (H) | Horst Floth Pepi Bader | 4 min 42 s 54 |
| Luge                   | Solo (F)       | Christa Schmuck        | 2 min 29 s 37 |

### Médailles de bronze
| Sport                   | Discipline | Sportifs                          | Performance   |
| Médailles de bronze : 3 |            |                                   |               |
| Luge                    | Duo (H)    | Wolfgang Winkler Fritz Nachmann   | 1 min 37 s 29 |
| Luge                    | Solo (F)   | Angelika Dünhaupt                 | 2 min 29 s 56 |
| Patinage artistique     | Couples    | Margot Glockshuber Wolfgang Danne | 304,4 pts     |

## Sources
- (en) Cet article est partiellement ou en totalité issu de l’article de Wikipédia en anglais intitulé « West Germany at the 1968 Winter Olympics » (voir la liste des auteurs).